# Дивізіон Смайт
Дивізіо́н Сма́йт Національної хокейної ліги створено у 1974 році у складі Конференції Кларенса Кемпбела. Він проіснував 19 сезонів до 1993 року. Названий на честь Кона Смайта. Був попередником Тихоокеанського та Північно-західного дивізіонів.

## Зміни структури дивізіону

### 1974—1976
- Чикаго Блек-Гокс
- Канзас-Сіті Скаутс
- Міннесота Норз-Старс
- Сент-Луїс Блюз
- Ванкувер Канакс

#### Зміни після сезону 1973—1974
- Створено дивізіон Смайт в результаті перерозташування ліги.
- ДеВанкувер Канакс перебазувалися зі Східного дивізіону.
- Чикаго Блек-Гокс, Міннесота Норз-Старс та Сент-Луїс Блюз перебазувалися із Західного дивізіону.
- Додано Канзас-Сіті Скаутс унаслідок розширення ліги.

### 1976—1978
- Чикаго Блек-Гокс
- Колорадо Рокіс
- Міннесота Норз-Старс
- Сент-Луїс Блюз
- Ванкувер Канакс

#### Зміни після сезону 1975—1976
- Канзас-Сіті Скаутс переїхали до Денвера, штат Колорадо і отримали назву Колорадо Рокіс.

### 1978—1979
- Чикаго Блек-Гокс
- Колорадо Рокіс
- Сент-Луїс Блюз
- Ванкувер Канакс

#### Зміни після сезону 1977—1978
- Міннесота Норз-Старс об'єднано з Клівленд Баронс. Об'єднання повинне було виступати як Міннесота Норз-Старс, але залишило Дивізіон Смайт щоб зайняти місце Клівленд Баронс у дивізіоні Адамс.

### 1979—1981
- Чикаго Блек-Гокс
- Едмонтон Ойлерс
- Колорадо Рокіс
- Сент-Луїс Блюз
- Ванкувер Канакс
- Вінніпеґ Джетс

#### Зміни після сезону 1978—1979
- Едмонтон Ойлерс та Вінніпеґ Джетс запрошено до вступу в НХЛ з Всесвітньої хокейної асоціації (ВХА).

### 1981—1982
- Калгарі Флеймс
- Едмонтон Ойлерс
- Колорадо Рокіс
- Ванкувер Канакс
- Лос-Анджелес Кінгс

#### Зміни після сезону 1980—1981
- Чикаго Блек-Гокс, Сент-Луїс Блюз та Вінніпеґ Джетс переведено до дивізіону Норрис.
- Калгарі Флеймс переведено з дивізіону Патрик.
- Лос-Анджелес Кінгс переведено з дивізіону Норрис.

### 1982—1991
- Калгарі Флеймс
- Едмонтон Ойлерс
- Ванкувер Канакс
- Вінніпеґ Джетс
- Лос-Анджелес Кінгс

#### Зміни після сезону 1981—1982
- Колорадо Рокіс переведено до дивізіону Патрик як Нью-Джерсі Девілс.
- Вінніпеґ Джетс переведено з дивізіону Норрис.

### 1991—1993
- Калгарі Флеймс
- Едмонтон Ойлерс
- Ванкувер Канакс
- Вінніпеґ Джетс
- Лос-Анджелес Кінгс
- Сан-Хосе Шаркс

#### Зміни після сезону 1990—1991
- Додано Сан-Хосе Шаркс в результаті розширення ліги.

### Після сезону 1992—1993
Лігу було перерозподілено на дві конференціяї по два дивізіони у кожній:
- Східна конференція
  - Атлантичний дивізіон
  - Північно-східний дивізіон
- Західна конференція
  - Центральний дивізіон
  - Тихоокеанський дивізіон

## Переможці чемпіонату дивізіону
У дужках (перемоги-нічиї-поразки, набрані очки у регулярному сезоні).
- 1975 - Ванкувер Канакс (38–32–10, 86 очок)
- 1976 - Чикаго Блек-Гокс (32–30–18, 82 очки)
- 1977 - Сент-Луїс Блюз (32–39–9, 73 очки)
- 1978 - Чикаго Блек-Гокс (32–29–19, 83 очки)
- 1979 - Чикаго Блек-Гокс (29–36–15, 73 очки)
- 1980 - Чикаго Блек-Гокс (34–27–19, 87 очок)
- 1981 - Сент-Луїс Блюз (45–18–17, 107 очок)
- 1982 - Едмонтон Ойлерс (48–17–15, 111 очок)
- 1983 - Едмонтон Ойлерс (47–21–12, 106 очок)
- 1984 - Едмонтон Ойлерс (57–18–5, 119 очок)
- 1985 - Едмонтон Ойлерс (49–20–11, 109 очок)
- 1986 - Едмонтон Ойлерс (56–17–7, 119 очок)
- 1987 - Едмонтон Ойлерс (50–24–6, 106 очок)
- 1988 - Калгарі Флеймс (48–23–9, 105 очок)
- 1989 - Калгарі Флеймс (54–17–9, 117 очок)
- 1990 - Калгарі Флеймс (42–23–15, 99 очок)
- 1991 - Лос-Анджелес Кінгс (46–24–10, 102 очки)
- 1992 - Ванкувер Канакс (42–26–12, 96 очок)
- 1993 - Ванкувер Канакс (46–29–9, 101 очко)

## Переможці плей-оф дивізіону
- 1982 - Ванкувер Канакс
- 1983 - Едмонтон Ойлерс
- 1984 - Едмонтон Ойлерс
- 1985 - Едмонтон Ойлерс
- 1986 - Калгарі Флеймс
- 1987 - Едмонтон Ойлерс
- 1988 - Едмонтон Ойлерс
- 1989 - Калгарі Флеймс
- 1990 - Едмонтон Ойлерс
- 1991 - Едмонтон Ойлерс
- 1992 - Едмонтон Ойлерс
- 1993 - Лос-Анджелес Кінгс

## Володарі Кубка Стенлі
- 1984 - Едмонтон Ойлерс
- 1985 - Едмонтон Ойлерс
- 1987 - Едмонтон Ойлерс
- 1988 - Едмонтон Ойлерс
- 1989 - Калгарі Флеймс
- 1990 - Едмонтон Ойлерс

## Число перемог у дивізіоні за командою
| Команда            | Число перемог у дивізіоні | Рік останньої перемоги |
| ------------------ | ------------------------- | ---------------------- |
| Едмонтон Ойлерс    | 6                         | 1987                   |
| Чикаго Блек-Гокс   | 4                         | 1980                   |
| Ванкувер Канакс    | 3                         | 1993                   |
| Калгарі Флеймс     | 3                         | 1990                   |
| Сент-Луїс Блюз     | 2                         | 1981                   |
| Лос-Анджелес Кінгс | 1                         | 1991                   |